# Річка Люк
Річка Люк (рос. Речка Люк) — присілок в Балезінському районі Удмуртії, Росія.

## Населення
Населення — 69 осіб (2010; 85 в 2002).
Національний склад станом на 2002 рік:
- росіяни — 65 %
- удмурти — 35 %